# دوغ ييتس
دوغ ييتس (بالإنجليزية: Doug Yates)‏ هو مالك فريق ناسكار ‏ أمريكي، ولد في 18 سبتمبر 1967.